# Contamine-sur-Arve
Contamine-sur-Arve ist eine französische Gemeinde im Département Haute-Savoie in der Region Auvergne-Rhône-Alpes.

## Geographie

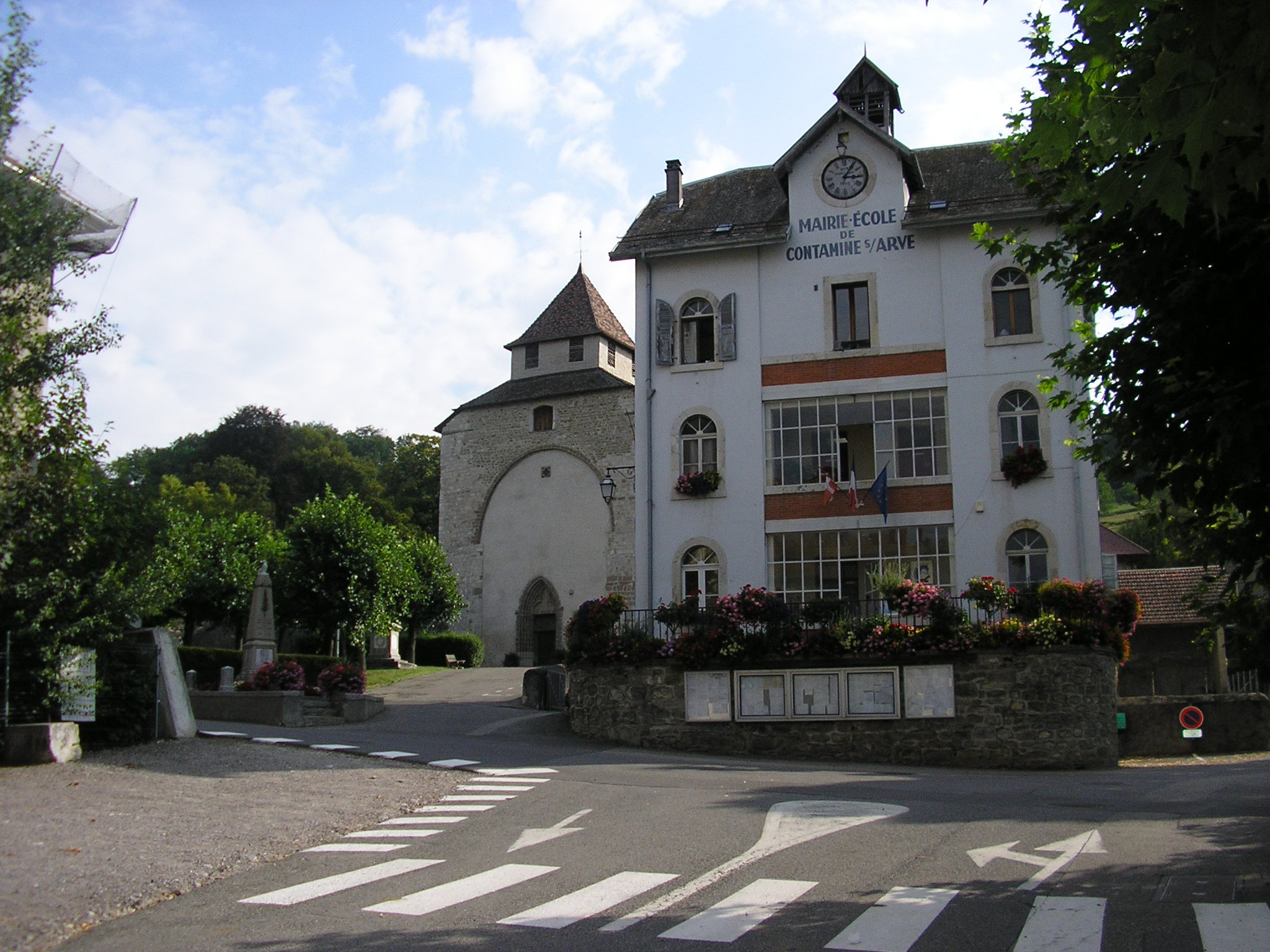
Rathaus und Kirche in Contamine-sur-Arve

Contamine-sur-Arve liegt auf rund 450 m, nördlich von La Roche-sur-Foron, etwa 18 Kilometer südöstlich der Stadt Genf (Luftlinie). Das Dorf erstreckt sich leicht erhöht am östlichen Rand der breiten Talebene der Arve im Faucigny, westlich des Höhenrückens von Faucigny.
Die Fläche des 6,92 km² großen Gemeindegebiets umfasst einen Abschnitt des unteren Arvetals. Die westliche Grenze verläuft entlang der Arve, die hier am Austritt aus den Savoyer Alpen durch ein breites Kiesbett fließt. Weite Teile des Flusslaufs sind naturnah bis natürlich gestaltet und weisen eine charakteristische Uferrandvegetation auf. Von der Arve erstreckt sich das Gemeindeareal ostwärts über die Talaue und den angrenzenden, meist relativ sanft geneigten Hang bis auf den Höhenrücken von Faucigny, auf dem mit 697 m die höchste Erhebung von Contamine-sur-Arve erreicht wird.
Zu Contamine-sur-Arve gehören neben dem ursprünglichen Dorf auch mehrere Siedlungen und Weiler, darunter:
- Findrol (475 m) an einem Straßenkreuz auf dem Plateau nordöstlich der Arve
- Pouilly (461 m) am östlichen Talhang der Arve
- Perraz (605 m) am Westabhang des Höhenrückens von Faucigny

Nachbargemeinden von Contamine-sur-Arve sind Fillinges im Norden, Marcellaz, Peillonnex und Faucigny im Osten, Bonneville und Arenthon im Süden sowie Scientrier und Nangy im Westen.

## Geschichte
Das Gemeindegebiet von Contamine-sur-Arve war bereits zur Römerzeit besiedelt.
Die erste urkundliche Erwähnung des Ortes erfolgte im Jahre 1119 unter dem Namen Condominium (in der Bedeutung von gemeinsam verwalteter Besitz). Das Dorf entwickelte sich neben dem 1083 gegründeten Cluniazenserpriorat Sainte-Marie. Im Mittelalter gehörte Contamine-sur-Arve zum Gebiet der Herrschaft Faucigny. Als Teil der Dauphiné gelangte der Ort 1349 an Frankreich, wurde aber im Vertrag von Paris 1355 in einem Länderabtausch an die Grafen von Savoyen abgegeben. Danach teilte Contamine-sur-Arve das Schicksal Savoyens. Das Priorat wurde 1589 im Savoyerkrieg von den Genfern und ihren Verbündeten verwüstet.

## Sehenswürdigkeiten
Eine bedeutende Sehenswürdigkeit stellt die heutige Pfarrkirche und ehemalige Prioratskirche Sainte-Foy dar. Sie diente als Grablege der Herren von Faucigny. Ihre heutige Gestalt erhielt die Kirche beim Neubau im Jahre 1295; später wurden mehrfach Umbauten und Restaurierungen vorgenommen. Die Konventsgebäude stammen zum großen Teil aus dem 17. Jahrhundert und beherbergen heute das Lycée Professionnel Agricole.
Auf einer Geländeterrasse am Hang oberhalb von Contamine-sur-Arve steht das Château de Villy an der Stelle einer im 11. Jahrhundert von den Herren von Faucigny erbauten Burg. Das Schloss, das aus dem 16. Jahrhundert stammt, wurde später umgebaut und erhielt sein heutiges Aussehen erst Ende des 19. Jahrhunderts. Es besitzt einen mächtigen viereckigen Turm.

## Bevölkerung
| Jahr                       | 1962 | 1968 | 1975 | 1982 | 1990 | 1999 | 2006 |
| Einwohner                  | 648  | 727  | 837  | 882  | 1125 | 1343 | 1512 |
| Quellen: Cassini und INSEE |      |      |      |      |      |      |      |

Mit 2374 Einwohnern (Stand 1. Januar 2022) gehört Contamine-sur-Arve zu den kleineren Gemeinden des Département Haute-Savoie. Seit Beginn der 1970er Jahre wurde dank der schönen Wohnlage ein deutliches Bevölkerungswachstum verzeichnet. Vor allem im Bereich von Pouilly wurden zahlreiche Einfamilienhäuser gebaut.

## Wirtschaft und Infrastruktur
Contamine-sur-Arve war bis weit ins 20. Jahrhundert hinein ein vorwiegend durch die Landwirtschaft geprägtes Dorf. An den sonnenexponierten Hängen oberhalb des Dorfes wird Weinbau betrieben. Heute gibt es verschiedene Betriebe des Klein- und Mittelgewerbes. Viele Erwerbstätige sind Wegpendler, die in den größeren Ortschaften der Umgebung, vor allem aber im Raum Genf-Annemasse, ihrer Arbeit nachgehen. Contamine-sur-Arve ist Standort einer landwirtschaftlichen Berufsschule (Lycée Professionnel Agricole).
Die Ortschaft ist verkehrsmäßig gut erschlossen. Sie liegt an der Hauptstraße N205, die von Annemasse nach Bonneville führt. Der nächste Anschluss an die Autobahn A40 befindet sich in einer Entfernung von rund vier km.